# Carneades vittata
Carneades vittata là một loài bọ cánh cứng trong họ Cerambycidae.